# Demografia del Giappone

Popolazione del Giappone dal 1880 al 2100

I dati sulla demografia del Giappone comprendono statistiche su densità abitativa, etnia, livello di istruzione, sanità, condizione economica, affiliazioni religiose e altri aspetti della popolazione giapponese.
Nel 2018 la popolazione stimata del Giappone era di 126 496 000 abitanti. È l'undicesimo Paese più popolato al mondo e, con una densità di 340,8 abitanti per chilometro quadrato, si trova al nono posto tra gli Stati con più di dieci milioni di abitanti per densità di popolazione (37º in totale).
In età moderna il Giappone ha visto diminuire gradualmente il numero dei suoi abitanti a causa di vari fattori, quali la diminuzione del tasso di natalità sommata a un tasso di immigrazione quasi assente, pur avendo una delle più alte aspettative di vita del mondo, pari a 83,7 anni di età nel 2015. Secondo le proiezioni della popolazione con l'attuale tasso di fertilità, gli over 65 rappresenteranno il 40% della popolazione entro il 2060, e la popolazione totale diminuirà di un terzo passando dai 128 milioni del 2010 agli 87 milioni nel 2060.

## Popolazione

### Evoluzione demografica
Dal XVIII secolo fino alla prima metà del XIX secolo la popolazione del Giappone è rimasta stabile a circa 30 milioni di abitanti. Dopo la restaurazione Meiji nel 1868 è iniziata una veloce espansione che ha portato a raggiungere nel 1926 i 60 milioni, superando nel 1967 i 100 milioni di abitanti. In età moderna la crescita della popolazione ha subito un rallentamento, con il ritmo annuo di crescita della popolazione media pari a circa l'1% dal 1960 al 1970. Dal 1980 si è registrato un forte calo. Nel 2010 la popolazione giapponese raggiunse il suo picco a 128 057 352 abitanti; il 1º ottobre 2015 questa era scesa a 127 094 745, facendo registrare un calo dello 0,8% rispetto al censimento di cinque anni prima, il primo dal 1945. Nel 2018 la popolazione del Giappone era di 126,496 milioni di abitanti.

### Densità di popolazione

Distribuzione della popolazione del Giappone nelle diverse prefetture nel 2015

Secondo la stima del Ministero degli affari interni e delle comunicazioni riferita all'anno 2016 la densità di popolazione del Giappone è di 340,8 abitanti per chilometro quadrato, al nono posto tra i Paesi aventi più di dieci milioni di abitanti, appena sotto il Belgio (373,2 ab./km²) e sopra il Regno Unito (267,5 ab./km²); a livello globale si trova invece in 37ª posizione.
Secondo i dati del censimento del 2015, a Tokyo si concentra la maggior parte della popolazione del Giappone, seguita dalle prefetture di Kanagawa, Osaka, Aichi e Saitama. Ciascuna di queste cinque prefetture ospita una popolazione di più di sette milioni di abitanti, il 36,4% della popolazione totale. La densità di popolazione di Tokyo è la più alta tra le prefetture del Giappone, pari a 6 168,7 persone per chilometro quadrato. Questa corrisponde a circa 18 volte la media nazionale (340,8 persone per chilometro quadrato).
| Paese                                                                          | = 50 abitanti per km² | Densità ab./km² |
| ------------------------------------------------------------------------------ | --------------------- | --------------- |
| Bangladesh                                                                     | +                     | 1 236,8         |
| Corea del Sud                                                                  | +                     | 517,3           |
| Paesi Bassi                                                                    |                       | 501,9           |
| Ruanda                                                                         | +                     | 470,6           |
| India                                                                          |                       | 441             |
| Burundi                                                                        |                       | 435,3           |
| Haiti                                                                          |                       | 388,6           |
| Belgio                                                                         | +                     | 373,2           |
| Giappone                                                                       |                       | 340,8           |
| Regno Unito                                                                    | +                     | 267,5           |
| *Statistiche riguardanti i primi dieci Paesi con più di 10 milioni di abitanti |                       |                 |

Cambiamenti in percentuale del numero di abitanti nelle diverse prefetture dal 2010 al 2015

Nel 2015 dodici città del Giappone superavano il milione di abitanti. La loro popolazione totale superava i 29 milioni, una cifra pari al 23,2% del totale nazionale. La città più popolata del Giappone è Tokyo, con 13 857 443 abitanti (statistica riferita al 2019), di cui 9 273 000 risiedenti nei soli quartieri speciali (2016). Seguono Yokohama (3,725 milioni di abitanti), Osaka (2,691 milioni) e Nagoya (2,296 milioni).
Nel 2010, il 51% del totale della popolazione era concentrata nelle tre principali aree metropolitane giapponesi: Kantō, Chūkyō e Kinki. La densità di popolazione nella grande area metropolitana di Kantō era di 2 631 persone per chilometro quadrato, nella grande area metropolitana di Chūkyō era di 1 288 persone per chilometro quadrato, e nell'area metropolitana di Kinki era di 1 484 persone per chilometro quadrato.
| Posizione | Città     | Popolazione |
| --------- | --------- | ----------- |
| 1ª        | Tokyo     | 13 857 443  |
| 2ª        | Yokohama  | 3 725 000   |
| 3ª        | Osaka     | 2 691 000   |
| 4ª        | Nagoya    | 2 296 000   |
| 5ª        | Sapporo   | 1 952 000   |
| 6ª        | Fukuoka   | 1 539 000   |
| 7ª        | Kōbe      | 1 537 000   |
| 8ª        | Kawasaki  | 1 475 000   |
| 8ª        | Kyoto     | 1 475 000   |
| 10ª       | Saitama   | 1 264 000   |
| 11ª       | Hiroshima | 1 194 000   |
| 12ª       | Sendai    | 1 082 000   |

### Invecchiamento della popolazione
Come altri Paesi postindustriali, il Giappone affronta i vantaggi e gli svantaggi potenziali associati all'invecchiamento della popolazione. Mentre i Paesi con popolazioni giovani possono essere costretti a combattere con problemi di criminalità, povertà e disordini sociali, i Paesi con popolazioni anziane godono spesso di più elevati standard di vita. Tuttavia il drastico invecchiamento demografico della popolazione giapponese ha innescato preoccupazioni circa il futuro economico della nazione e la vitalità del suo stato sociale. Nel 1989 solo il 11,6% della popolazione superava i 65 anni, invece entro il 2007, la cifra era salita al 21,2%, rendendo il Giappone uno dei più "vecchi" Paesi al mondo.

Anno 1950
Anno 1975
Anno 2000
Anno 2015

La forma della piramide dell'età del 1950 mostra come la popolazione del Giappone fosse composta principalmente da giovani compresi tra 0 e 40 anni. La forma della piramide è tuttavia cambiata drammaticamente in conseguenza alla diminuzione del tasso di natalità e del tasso di mortalità. Nel 2016 la popolazione di età superiore ai 65 anni era di 34,59 milioni di unità, i quali costituivano il 27,3% della popolazione totale, la più alta percentuale di anziani nel mondo. La velocità di invecchiamento della popolazione del Giappone è molto più veloce rispetto ai Paesi avanzati dell'Europa occidentale o degli Stati Uniti. Sebbene la popolazione anziana in Giappone rappresentasse solo il 7,1% della popolazione totale nel 1970, 24 anni dopo, nel 1994, aveva quasi raddoppiato raggiungendo il 14,1%. In altri Paesi interessati da un invecchiamento demografico come l'Italia, la Svezia e la Francia ci sono voluti rispettivamente 61, 85 e 115 anni per far sì che la percentuale degli anziani aumentasse dal 7% al 14% della popolazione. Si prevede che entro il 2060 la popolazione del Giappone costituita dagli ultrasessantacinquenni rappresenterà il 40% della popolazione totale.
Nel 2016 la popolazione infantile in Giappone (0-14 anni) era pari a 15,78 milioni, il 12,4% della popolazione totale, il livello più basso mai registrato da quando l'indagine è iniziata. La popolazione in età produttiva (15-64 anni) era pari a 77 850 000 unità. In termini di quota rappresentava il 60,3% di tutta la popolazione, continuando il suo declino dal 1993. Come risultato, il rapporto tra la popolazione dipendente (la somma della popolazione di età infantile e over 65 diviso per la popolazione in età produttiva) costituiva il 65,8%.
| Anno | Popolazione totale (censimento; in migliaia) | Popolazione per età (%) | Popolazione per età (%) | Popolazione per età (%) |
| Anno | Popolazione totale (censimento; in migliaia) | 0-14                    | 15-64                   | 65+                     |
| ---- | -------------------------------------------- | ----------------------- | ----------------------- | ----------------------- |
| 1935 | 69.254                                       | 36,9                    | 58,5                    | 4,7                     |
| 1940 | 73.075                                       | 36,1                    | 59,2                    | 5,7                     |
| 1945 | 71.998                                       | 36,8                    | 58,1                    | 5,1                     |
| 1950 | 84.115                                       | 35,4                    | 59,6                    | 4,9                     |
| 1955 | 90.077                                       | 33,4                    | 61,2                    | 5,3                     |
| 1960 | 94.302                                       | 30,2                    | 64,1                    | 5,7                     |
| 1965 | 99.209                                       | 25,7                    | 68,0                    | 6,3                     |
| 1970 | 104.665                                      | 24,0                    | 68,9                    | 7,1                     |
| 1975 | 111.940                                      | 24,3                    | 67,7                    | 7,9                     |
| 1980 | 117.060                                      | 23,5                    | 67,3                    | 9,1                     |
| 1985 | 121.049                                      | 21,5                    | 68,2                    | 10,3                    |
| 1990 | 123.611                                      | 18,2                    | 69,5                    | 12,0                    |
| 1995 | 125.570                                      | 15,9                    | 69,4                    | 14,5                    |
| 2000 | 126.962                                      | 14,6                    | 67,9                    | 17,3                    |
| 2005 | 127.768                                      | 13,7                    | 65,8                    | 20,1                    |
| 2010 | 128.058                                      | 13,2                    | 63,7                    | 23,1                    |
| 2015 | 127.095                                      | 12,6                    | 60,7                    | 26,6                    |
| 2020 | 125.710                                      | 11,9                    | 59,3                    | 28,8                    |

### Natalità e mortalità

I tassi di natalità e mortalità del Giappone dal 1950 al 2008

La popolazione giapponese è in calo a causa di vari fattori, quali un basso tasso di natalità sommata a un tasso di immigrazione quasi assente, pur avendo una delle più alte aspettative di vita del mondo, pari a 83,7 anni di età nel 2015. Nel 2005 il tasso di mortalità ha superato il tasso di natalità per la prima volta dal 1899, mentre il tasso di fecondità (ovvero il numero di bambini che una donna dà alla luce in tutta la sua vita) delle donne giapponesi ha raggiunto il livello minimo di 1,26 neonati. Solo nel 2006 vi è stato un incremento nelle nascite con 1,086 milioni di bambini nati nel Paese, 23 000 in più rispetto all'anno precedente, portando il tasso fino all'1,29. Tuttavia gli esperti di demografia affermano che è necessario un tasso di 2,1 per evitare il decrescere della popolazione. Nel 2016 il tasso di crescita della popolazione era di -2,6 ‰, confermando una tendenza negativa ormai decennale.
La popolazione ha cominciato a diminuire dal 1975, quando si iniziò a registrare la tendenza, confermata negli anni successivi, di meno di due figli per donna. Inoltre un terzo degli adulti al di sotto dei 50 anni è single, mentre un'altra statistica governativa mostra che gli adolescenti maschi, dai 16 ai 19 anni, non sono interessati al sesso, o, per quanto riguarda i giovani giapponesi in generale, al matrimonio.
Il tasso di mortalità (per 1 000 abitanti) è rimasto costante a 6,0-6,3 tra il 1975 e il 1987 ma ha registrato un aumento a partire dal 1988, riflettendo l'invecchiamento della popolazione. Secondo alcune stime la popolazione totale diminuirà di un terzo passando dai 128 milioni del 2010 a 87 milioni nel 2060.
| Anno | Nascite in ‰ | Morti in ‰ | Mortalità infantile in ‰ | Saldo demografico in ‰ | Fecondità totale | Aspettativa di vita (uomini) | Aspettativa di vita (donne) |
| ---- | ------------ | ---------- | ------------------------ | ---------------------- | ---------------- | ---------------------------- | --------------------------- |
| 1936 | 30,0         | 17,5       | 116,7                    | 12,5                   | 4,34             | 46,92                        | 49,63                       |
| 1950 | 28,2         | 10,9       | 60,1                     | 17,3                   | 3,65             | 59,57                        | 62,97                       |
| 1955 | 19,4         | 7,8        | 39,8                     | 11,6                   | 2,37             | 63,6                         | 67,75                       |
| 1960 | 17,2         | 7,6        | 30,7                     | 9,6                    | 2                | 65,32                        | 70,19                       |
| 1965 | 18,6         | 7,1        | 18,5                     | 11,4                   | 2,14             | 67,74                        | 72,92                       |
| 1970 | 18,8         | 6,9        | 13,1                     | 11,8                   | 2,13             | 69,31                        | 74,66                       |
| 1975 | 17,1         | 6,3        | 10                       | 10,8                   | 1,91             | 71,73                        | 76,89                       |
| 1980 | 13,6         | 6,2        | 7,5                      | 7,3                    | 1,75             | 73,35                        | 78,76                       |
| 1985 | 11,9         | 6,3        | 5,5                      | 5,6                    | 1,76             | 74,78                        | 80,48                       |
| 1990 | 10           | 6,7        | 4,6                      | 3,3                    | 1,54             | 75,92                        | 81,9                        |
| 1995 | 9,6          | 7,4        | 4,3                      | 2,1                    | 1,42             | 76,38                        | 82,85                       |
| 2000 | 9,5          | 7,7        | 3,2                      | 1,8                    | 1,36             | 77,72                        | 84,6                        |
| 2005 | 8,4          | 8,6        | 2,8                      | -0,2                   | 1,26             | 78,56                        | 85,52                       |
| 2010 | 8,5          | 9,5        | 2,3                      | -1                     | 1,39             | 79,55                        | 86,3                        |
| 2015 | 8            | 10,3       | 1,9                      | -2,3                   | 1,39             | 80,79                        | 87,05                       |
| 2020 | 6,8          | 11,1       | 2                        | -4,3                   | 1,33             | 81,64                        | 87,74                       |
| 2024 | 5,5          | 13,0       |                          | -7,5                   | 1,16             |                              |                             |

### Matrimonio e divorzio
Secondo il censimento del 2010 il 58,9% della popolazione adulta giapponese è sposata, il 13,9% delle donne e il 3,1% degli uomini è vedovo, e il 5,9% delle donne e il 3,8% degli uomini è divorziato.
Il numero annuale di matrimoni in Giappone superò il milione nei primi anni settanta del XX secolo, poi cominciò a diminuire negli anni successivi, per aumentare nuovamente alla fine degli anni ottanta e da allora proseguire in modo altalenante. Nel 2011 il numero di coppie convolate a nozze non ha superato per la prima volta la quota di 700 000, attestandosi a 662 000, mentre nel 2016 il numero di matrimoni celebrati ammontava a 620 523, con il tasso di nuzialità fermo a 5 per mille abitanti.
L'età media del primo matrimonio è di 31,1 anni per gli uomini e 29,4 anni per le donne nel 2016, con un aumento di 2,6 anni e 3,0 anni rispetto al 1996. Il tasso di nuzialità in calo e l'aumento dell'età da matrimonio costituiscono le principali cause della diminuzione del tasso di natalità.
Al contrario, i divorzi hanno mostrato una tendenza al rialzo dal 1960, con un picco di 290 000 nel 2002. Successivamente sia il numero di divorzi sia la percentuale di divorzi hanno registrato un calo dal 2003. Nel 2016, il numero dei divorzi era pari a 216 805, e il tasso di divorzio era di 1,73 per mille abitanti.

## Flussi migratori

### Migrazione interna
Un numero di persone compreso tra i 6 e i 7 milioni hanno cambiato le proprie residenze ogni anno, nel corso degli anni ottanta. Circa il 50% di questi trasferimenti sono avvenuti all'interno di una prefettura, gli altri sono stati trasferimenti da una prefettura a un'altra. Durante lo sviluppo economico del Giappone nel XX secolo, in particolare nel corso degli anni cinquanta e sessanta, la migrazione è stata caratterizzata dallo spostamento di un numero sempre maggiore di persone dalle aree rurali alle grandi aree metropolitane in cerca di migliori posti di lavoro o di una migliore istruzione. Questo fenomeno è proseguito alla fine degli anni ottanta, ma più lentamente rispetto ai decenni precedenti.
Negli anni ottanta, il governo si è impegnato nel fornire supporto a favore del nuovo sviluppo urbano lontano dalle grandi città, in particolare Tokyo, in modo da attirare i giovani a vivere e lavorare lì, ricavando numerosi vantaggi quali la riduzione dei costi della vita, la riduzione dei costi di viaggio, e, in generale, un più rilassato stile di vita rispetto a quello presente nelle città più grandi.
Le statistiche del governo mostrano che negli anni ottanta un numero significativo di persone hanno lasciato le città più grandi (Tokyo e Osaka). Nel 1988 più di 500 000 persone hanno lasciato Tokyo, la quale ha registrato una perdita netta a causa della migrazione di quasi 73 000 persone all'anno. Osaka registrava una perdita netta di quasi 36 000 abitanti nello stesso anno. Di conseguenza, le prefetture in prossimità dei grandi centri urbani, come Saitama, Chiba, Ibaraki, e Kanazawa vicino a Tokyo, e Hyōgo, Nara, Shiga vicino a Osaka e Kyoto, hanno fatto registrare un incremento netto della popolazione. Questo modello suggerisce un processo di sub-urbanizzazione, ovvero persone che si muovono lontano dalle città in cerca di alloggi a prezzi accessibili, continuando a lavorare o passare il tempo libero nei grandi centri, piuttosto che un vero decentramento.

### Emigrazione

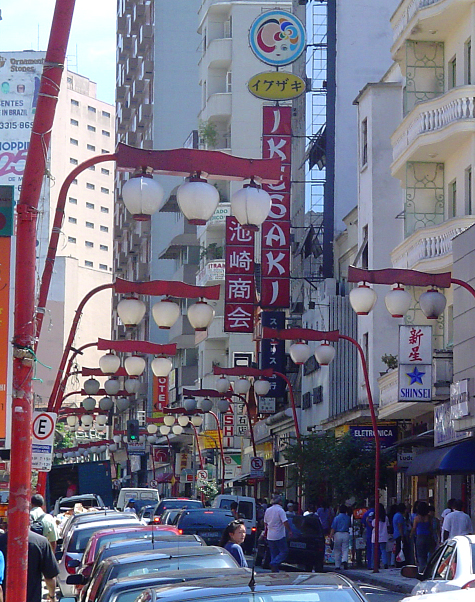
La comunità giapponese di San Paolo (Brasile) è concentrata nel quartiere di Liberdade

Secondo l'Associazione dei giapponesi all'estero al mondo vi sono approssimativamente 3,8 milioni di nikkei (日系?), termine con cui vengono identificati gli emigrati giapponesi in terre straniere e i loro discendenti. Gran parte di essi risiede in Brasile, più precisamente negli Stati di San Paolo e Paraná, mentre negli Stati Uniti essi sono maggiormente concentrati nelle Hawaii, in California e nello Stato di Washington. Un piccolo gruppo di cittadini di origine nipponica vive anche in Canada, in Europa e in Oceania. A queste comunità di più remoto insediamento si aggiungono circa un milione di cittadini giapponesi residenti all'estero, in numerosi Paesi.
La prima emigrazione dal Giappone si verificò già durante il XII secolo verso le Filippine, ma non divenne un fenomeno di massa almeno fino al periodo Meiji, quando i giapponesi iniziarono a spostarsi verso il Nord e il Sud America in cerca di nuove opportunità di lavoro. Si verificò anche una significativa migrazione verso i territori d'oltremare dell'Impero durante il periodo coloniale; tuttavia, la maggior parte degli emigrati fece ritorno in patria dopo la fine della guerra del Pacifico, a seguito della resa del Giappone.

### Immigrazione

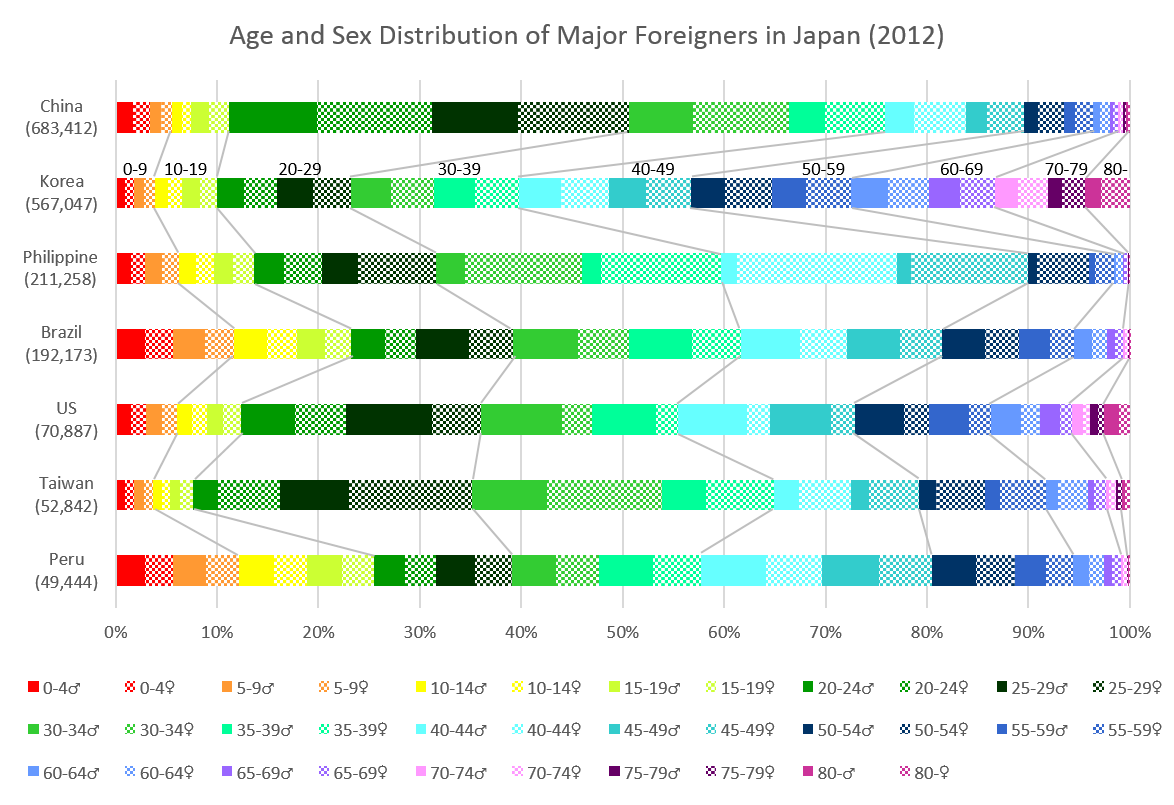
Grafico che mostra la distribuzione per età e per sesso degli stranieri presenti in Giappone dei cinque Paesi maggiormente rappresentati

Secondo le stime del centro immigrazione del Giappone, nel 1991 vi sono stati 1,2 milioni residenti stranieri in Giappone, meno dell'1% della popolazione del Giappone (esclusi gli immigrati irregolari o i turisti stranieri con permesso di soggiorno limitato a novanta giorni). Di questi, 693 100 (circa il 57%) erano coreani e 171 100 (circa il 14%) erano cinesi. Nel 2008 il numero di residenti stranieri nel Paese nipponico si aggirava sui 2,2 milioni.
Nel 2017 il numero di stranieri in Giappone era di 2 561 848 dei quali 730 890 cinesi, 450 663 sudcoreani, 262 405 vietnamiti e 260 553 filippini.
Per far fronte al problema dell'invecchiamento della nazione e del futuro decrescere della popolazione sono state intraprese campagne di sensibilizzazione in favore dell'immigrazione, tra cui la naturalizzazione di circa 15 000 nuovi cittadini giapponesi all'anno, dei quali la maggior parte cinesi e coreani. Tuttavia sia l'opinione pubblica sia la classe politica giapponese continuano a vedere di cattiva luce l'immigrazione straniera; nel 2005 l'ex primo ministro giapponese Tarō Asō descrisse il Giappone come una nazione di «una razza, una civiltà, una lingua e una cultura».
Dal 20 novembre 2007, inoltre, è entrata in vigore una nuova legge sull'immigrazione, che ricalca quella adottata dagli Stati Uniti dopo l'11 settembre. Qualsiasi non giapponese che passa i controlli di frontiera in Giappone viene schedato: a tutti (con l'eccezione dei diplomatici, dei minori di 16 anni, dei militari americani in servizio nel Paese, dei coreani e cinesi residenti da lungo tempo in Giappone e degli "ospiti" dal governo giapponese) vengono prese le impronte digitali e viene scattata una fotografia.

#### Residenti stranieri

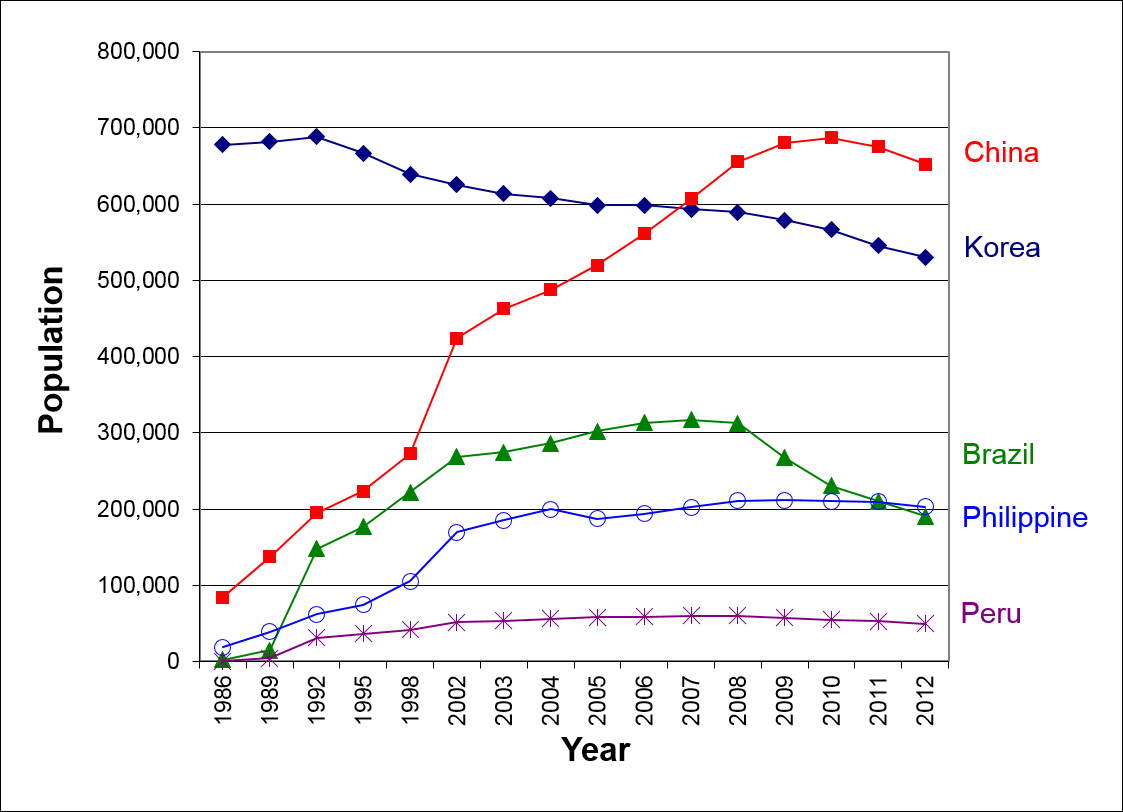
Transizione del numero di stranieri registrati in Giappone dei cinque Paesi maggiormente rappresentati

Se la società giapponese è riluttante a riammettere i rimpatriati, è ancora meno disposta ad accettare come membri a pieno titolo della società coloro che non posseggono origini etniche giapponesi. Molti dei residenti stranieri negli anni novanta erano discendenti di quelli deportati in Giappone durante l'occupazione giapponese di Taiwan (1895-1945) e Corea (1905-1945). Poiché la cittadinanza giapponese si ottiene attraverso la nazionalità del genitore invece che in base al luogo di nascita, le generazioni successive non erano automaticamente giapponesi, costringendo la maggior parte dei coreani in Giappone a chiedere la naturalizzazione e la cittadinanza pur essendo nati e cresciuti in Giappone e sapendo parlare solo il giapponese. Fino alla fine degli anni ottanta, le persone che chiedevano la cittadinanza sono stati costrette a utilizzare la traduzione dei loro nomi in giapponese, per non continuare a subire discriminazioni in ambito scolastico, lavorativo o sentimentale.

Alcuni coreani continuano a educare i loro figli in lingua coreana, tramandando la storia e la cultura in modo da infondere in essi l'orgoglio di appartenenza alla loro terra. La maggior parte dei coreani in Giappone, tuttavia, non sono mai stati nella penisola coreana e non parlano coreano. Molti di essi sono intrappolati in un circolo vizioso di povertà e discriminazione.
Questo discorso vale anche per la maggior parte dei cinesi in Giappone. Essi risiedono principalmente nelle grandi città quali Yokohama e Tokyo, nella regione del Kansai, e nelle zone a sud di Kyūshū, mentre le maggiori chinatown si trovano nelle città di Kobe e Yokohama. Nel territorio giapponese si trovano anche scuole bilingue (giapponese-cinese) che insegnano entrambe le lingue agli studenti. Nonostante il razzismo contro i cinesi in Giappone sia profondamente radicato a causa delle differenze storiche e culturali tra i due Paesi, e prendendo in considerazione la disputa per le isole Senkaku/Diayou che ha contribuito a inasprire i rapporti, in Giappone non si sono registrati gravi episodi di discriminazione a danno dei residenti cinesi.
Durante gli anni novanta fu incoraggiata l'immigrazione dei nippo-brasiliani in Giappone, i quali, a causa di problemi economici e politici abbandonarono il Sud America in cerca di lavoro nella terra del Sol Levante. Essi vengono chiamati dekasegi. Per via della loro origine giapponese, il governo ritenne che essi potessero essere integrati più facilmente nella società giapponese. In realtà, questa semplice integrazione non si è mai verificata, dal momento che i nippo-brasiliani e i loro figli nati in Giappone sono trattati come stranieri dai giapponesi nativi. Anche le persone che sono nate in Giappone, emigrate in tenera età in Brasile e successivamente tornate in Giappone sono trattate come straniere. Nonostante la maggior parte dei brasiliani in Giappone abbia il tipico aspetto di un giapponese e delle chiare origini giapponesi, la loro apparente contraddizione tra questi due aspetti e il non "comportarsi da giapponese" o la loro identità brasiliana causa problemi di adattamento e difficoltà nella loro accettazione da parte dei nativi.

## Minoranze etniche

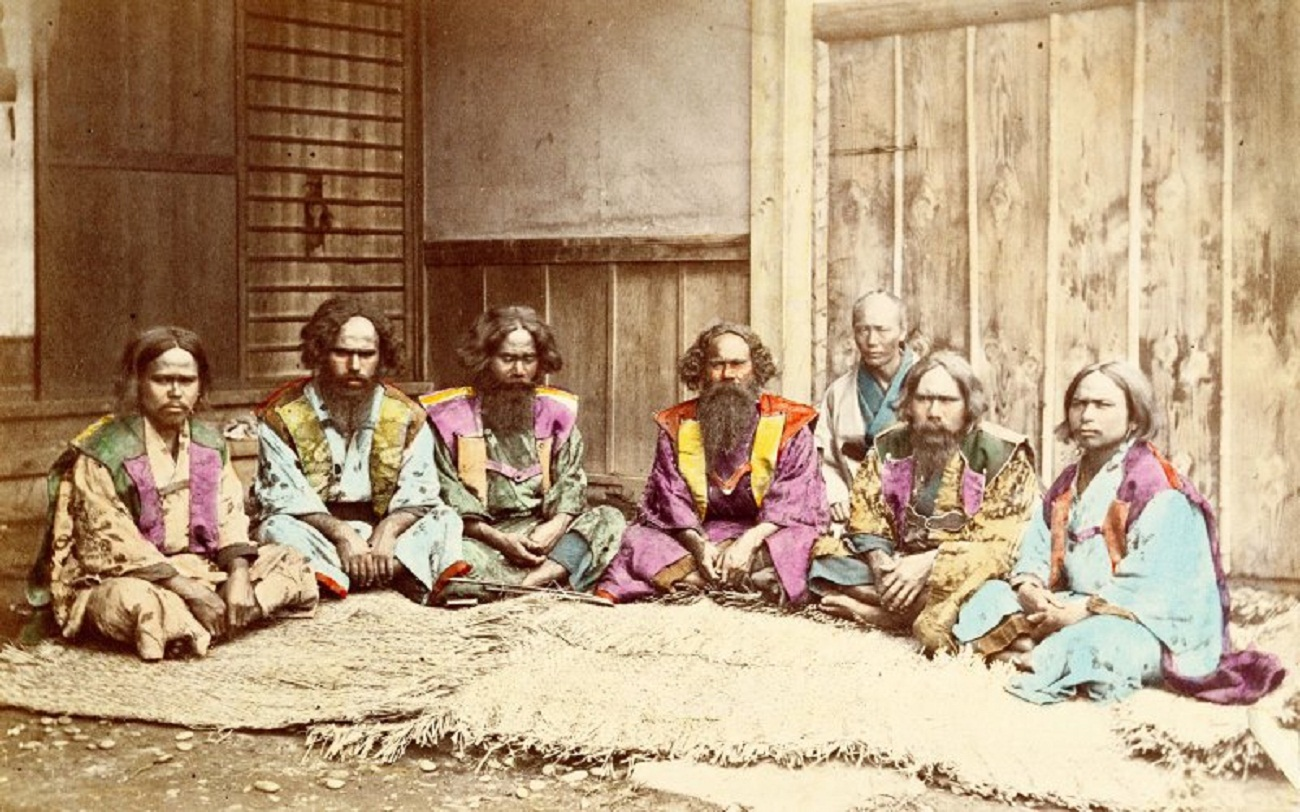
Un gruppo di Ainu (tra il 1863 e i primi anni 1870)

Il popolo Yamato è il gruppo nativo etnico dominante del Giappone. Il termine fu utilizzato in Giappone a partire dalla fine del XIX secolo per distinguere gli abitanti del resto del Giappone da altri gruppi minoritari etnici residenti in zone periferiche del Giappone, quali gli Ainu, i Ryukyuani, i Nivchi, gli Orok, così come i coreani, i taiwanesi e gli aborigeni taiwanesi, i quali furono incorporati dall'impero del Giappone nel XX secolo. Il concetto di "sangue puro" come criterio per l'unicità del popolo Yamato ha cominciato a circolare intorno al 1880 in Giappone, mentre gli scienziati giapponesi hanno iniziato a ricercarne l'eugenetica.
Un altro importante gruppo etnico è formato dagli Hisabetsu Buraku, conosciuti anche col nome di Burakumin. Le stime sul loro numero variano da 2 a 4 milioni, ovvero circa il 2 o 3% della popolazione nazionale. Storicamente i Burakumin facevano parte di quella categoria di persone che, nel loro lavoro (boia, macellai, conciatori) dovevano maneggiare corpi morti, umani e animali, sangue: elementi considerati impuri dalle religioni scintoista e buddista. Per questo motivo sono tuttora discriminati e vittime di pregiudizi, nonostante gli organi di governo si impegnino a sensibilizzare l'opinione pubblica con campagne contro la discriminazione. Ciò porta questo gruppo etnico a vivere racchiusi in ghetti, con la conseguenza di un basso livello di istruzione e di una bassa condizione socio-economica. La situazione odierna dei Burakumin è sicuramente migliore rispetto agli anni novanta e duemila, ma, soprattutto tra la persone anziane, esistono ancora dei pregiudizi nei loro confronti.
Il secondo gruppo di minoranza più grande tra i cittadini giapponesi è il popolo Ainu, che si ritiene essere correlato ai popoli Tungusi, Altaici e Uralici della Siberia. Attualmente gli Ainu propriamente detti sono circa 15 000, ma le stime variano fino a 50 000 se si tiene conto dei sanguemisto. Nel 1990 sono stati considerati razzialmente distinti e quindi non del tutto giapponesi. Malattie e un basso tasso di natalità hanno fortemente diminuito il loro numero nel corso degli ultimi due secoli, e i matrimoni interrazziali avevano portato la popolazione a essere quasi completamente di sanguemisto.
La parola ainu significa "umano" in lingua ainu, e quest'ultima, anche se non più in uso quotidiano, viene ancora trasmessa oralmente di generazione in generazione attraverso poemi epici, canzoni e racconti. Le liriche e le canzoni sono melodie costituite da sole due o tre note diverse e in molti casi imitano il verso degli animali o il canto degli uccelli; queste tradizioni vengono tuttora conservate, soprattutto al fine di trarre vantaggio dal turismo.

## Società

### Stile di vita
I giapponesi godono di un alto standard di vita, quasi il 90% della popolazione si considera parte della classe media. Tuttavia, molti studi indicano un basso livello di felicità e di soddisfazione per la vita tra i giapponesi rispetto alla maggior parte del mondo altamente sviluppato; i livelli sono rimasti in linea, se non in calo, nell'ultima metà del XX secolo. I giapponesi, inoltre, si rivelano insoddisfatti della loro vita economica.
Il tasso dei suicidi in Giappone è il più alto tra i Paesi appartenenti al primo mondo, e nel 2006 era stimato al 9º posto assoluto nel mondo. Nel 2011 il numero dei suicidi ha superato per il 14º anno consecutivo la soglia dei 30 000, e viene considerato uno dei maggiori problemi del Paese.

### Istruzione
In Giappone, nonostante la scuola media superiore (dai 15 ai 18 anni) non sia obbligatoria, a partire dal 2005 il 94% degli studenti prosegue gli studi nei tre anni di liceo, poi il 50% di essi frequenta un'università, una scuola professionale o un altro istituto di istruzione superiore, di questi l'80% riesce a laurearsi. Tra i laureati, più del 65% trova lavoro, percentuale che sale a circa il 75% tra coloro che hanno frequentato un corso master. Il programma per la valutazione internazionale dell'allievo coordinato dall'OCSE colloca attualmente la conoscenza globale e le competenze dei ragazzi giapponesi di 15 anni al sesto posto al mondo.

### Sanità
Il livello di sanità in Giappone è dovuto a una serie di fattori, tra cui le abitudini culturali, l'isolamento e un sistema di assistenza sanitaria universale. Per alcuni esperti i giapponesi sono le persone più "sane" del pianeta. Ciò nonostante, oltre al problema dei suicidi, uno dei maggiori problemi di salute pubblica del Giappone è il fumo, che secondo Tadao Kakizoe (presidente onorario del National Cancer Center) uccide più di 100 000 persone ogni anno ed è responsabile di una morte su dieci.
Un problema sanitario sviluppatosi alla fine degli anni duemila è la diffusione di malattie sessualmente trasmissibili tra le quali l'AIDS. Nonostante questo la consapevolezza generale tra la popolazione del Giappone per quanto riguarda le infezioni trasmesse per via sessuale rimane bassa. Nel dicembre 2006, l'Organizzazione mondiale della sanità ha indicato il numero di casi di HIV in Giappone in un numero di almeno 17 000, ciò equivale a circa lo 0,01% della popolazione del Giappone, uno dei più bassi rapporti di HIV fatti registrare in tutto il mondo.

### Religione
| RELIGIONE         | RELIGIONE         |  | PERCENTUALE | PERCENTUALE |
| ----------------- | ----------------- |  | ----------- | ----------- |
| Nessuna religione | Nessuna religione |  | 67%         | 67%         |
| Buddismo          | Buddismo          |  | 22%         | 22%         |
| Altre             | Altre             |  | 3%          | 3%          |
| Cristianesimo     | Cristianesimo     |  | 2%          | 2%          |
| Non comunicato    | Non comunicato    |  | 6%          | 6%          |

Il Giappone gode di una piena libertà religiosa ai sensi dell'articolo 20 della sua Costituzione. Secondo una ricerca del 2011 il 22% della popolazione giapponese segue la religione buddista. Secondo un'altra ricerca del 2008 si definiva buddista il 34% dei giapponesi. Tra il 49% e il 67%, la popolazione giapponese non riferisce un'affiliazione a una religione organizzata. Di fatto, la grande maggioranza della popolazione è legata a locali santuari e culti shinto, e una larga fetta pratica un sincretismo di scintoismo e buddismo. Tra le minoranze religiose vi sono l'islamismo, l'induismo, l'ebraismo e il cristianesimo, il quale viene praticato dal 2% della popolazione giapponese. Infine, a partire dalla metà del XIX secolo, numerosi nuovi movimenti religiosi sono emersi in Giappone.